# Mara-Ajagy
Mara-Ajagy (ros. Мара-Аягъы) – osiedle w Rosji, w Karaczajo-Czerkiesji, w okręgu miejskim Karaczajewska. W 2010 liczyło 3980 mieszkańców.